# Eyes on Me (chanson de Céline Dion)
Pour les articles homonymes, voir Eyes on Me.
Singles de Céline Dion
Taking Chances
(2008) A World to Believe In
(2008)
Pistes de Taking Chances
Alone My Love
Eyes on Me est le second single de l'album Taking Chances de Céline Dion pour l'Amérique du Nord et l'Angleterre. 
Céline Dion a interprété  Eyes on Me lors de An Audience With... Celine Dion.
Ashanti Boyz a remixé la chanson Eyes on Me.
Lors du spécial CBS de Taking Chances,  That's Just the Woman in Me, Céline a collaboré avec le chanteur et producteur Will.i.am pour la chanson Eyes on Me.
La chanteuse australienne, Delta Goodrem, atteinte du cancer, participe aux chœurs.
Wordbeat genre musical du milieu de la décennie 1980 (Wikipédia anglophone)

## Les singles
- 3-track promotionnel ( Angleterre) [1]

1. Eyes on Me (Ashanti Boyz Club Remix)
2. Eyes on Me (Original Version)
3. Taking Chances (I-Soul Remix)

- 3-track single ( Angleterre)  [2]

1. Eyes on Me
2. Eyes on Me (Ashanti Boyz Club Remix)
3. Eyes on Me (In-Studio Video)

## Remixes officiels
1. Eyes on Me (Ashanti Boys Club Remix)

## Classements mondiaux
| Pays        | Meilleure position |
| ----------- | ------------------ |
| Royaume-Uni | 113                |